# Christian Loader
Pas d'image ? Cliquez ici

a Compétitions nationales et continentales officielles uniquement.

b Matchs officiels uniquement.
Dernière mise à jour le 3 juillet 2023.
Christian David Loader, né le 26 octobre 1973 à Neath, est un joueur de rugby gallois qui joue au poste de pilier en équipe de Galles. Il joue successivement pour les clubs du Swansea RFC, du Pontypridd RFC, des Rotherham Titans et du Bridgend RFC avant de jouer pour les Celtic Warriors en Celtic League. À la dissolution de la franchise galloise, il rejoint le club de Bath Rugby.
Loader est un joueur polyvalent qui peut jouer aussi bien à droite qu’à gauche de la mêlée. C’est un pilier mobile, adroit dans le jeu de passe et il a une bonne pointe de vitesse sur une courte distance. Il est très précieux dans le jeu des avants et un bon relais des entraîneurs sur le terrain.

## Statistiques en équipe nationale
- 19 sélections
- Sélections par année : 2 en 1995, 8 en 1996, 9 en 1997
- Tournois des Cinq Nations disputés : 1996, 1997